# Internationale Akademie der Holzwissenschaften
Die Internationale Akademie der Holzwissenschaften oder International Academy of Wood Science (IAWS) ist eine internationale Akademie und eine gemeinnützige Vereinigung von Holzwissenschaftlern, die alle Bereiche der Holzwissenschaft mit den damit verbundenen Technologiebereichen anerkennt und eine weltweite Vertretung sichert.
Seit Juni 2023 ist Stavros Avramidis, griechisch-kanadischer Professor und Holzwissenschaftler (University of British Columbia), der 19. Präsident der IAWS, während Ingo Burgert, Schweizer Holzingenieur (ETH Zürich), derzeit der gewählte Vizepräsident für die Jahre 2023 bis 2026 ist.

## Geschichte
Die Akademie wurde am 2. Juni 1966 in Paris gegründet. An der Entwicklung und Gründung waren viele Menschen beteiligt. Schlüsselperson und Initiator war Franz Gustav Kollmann von der Holzforschung und -technologie der Universität München, der in den Jahren 1966 bis 1972 dann auch der erste gewählte Präsident der Akademie war.

## Ziele
Ziel der Akademie ist es, auf internationaler Ebene die konzertierte Entwicklung der Holzwissenschaft und ihr Ansehen zu fördern, indem sie verdienstvolle Holzwissenschaftler durch ihre Wahl zu Fellows anerkennt und dadurch herausragende Leistungen in der Holzwissenschaft würdigt und einen hohen Standard in Forschung und Veröffentlichung fördert. Darüber hinaus veranstaltet die Akademie jährliche Plenarsitzungen, darunter Geschäftstreffen und technische Sitzungen, in Form internationaler wissenschaftlicher Konferenzen.
Zu den Fellows der IAWS werden Holzwissenschaftler gewählt, die im weitesten Sinne aktiv in der Holzforschung tätig sind und einen hohen wissenschaftlichen Standard belegen.
Neue Fellows werden von den Fellows nominiert und bewertet. Auf der Grundlage dieser Bewertungen legt das Exekutivkomitee jedes Jahr die Anzahl der Nominierten fest, die als Fellows aufgenommen werden.
Zu den Aufgaben der Fellows der Akademie gehören:
- Förderung hochwertiger Holzforschung und -technologie,
- Präsentation von Holzforschung und -wissenschaft auf internationalen/nationalen Treffen,
- Darstellung der Bedeutung der Holzforschung und -wissenschaft für Regierungen, Parlamente, Industrie, Verbände, Presse usw.,
- Förderung von Veröffentlichung der Forschungsergebnisse von IAWS-Mitgliedern.

## Bekannte Mitglieder (Auswahl)
- Edgar Mörath (1897–1969), Generalsekretär (1966–1969)
- Josef Georg Kisser (1899–1984), Generalsekretär (1969)[6]
- Gotthold Pahlitzsch (1903–1992), Mitglied
- Günther Becker (1912–1980), Gründungsmitglied
- Hans A. Krässig (1919–2004), Mitglied
- Wolfgang Knigge (1920–2012), Präsident (1981–1984)
- Hans Heinrich Bosshard (1925–1996), Mitglied[7]
- Walter Liese (1926–2023), Gründungsmitglied[8]
- Hanno Sachsse (1927–2006), Mitglied (Fellow ab 1978)
- Gert Kossatz (1929–2013), Mitglied
- Lothar Göttsching (1936–2018), Mitglied[9]
- Pieter Baas (1944–2024), Mitglied[9]
- Gerd Wegener (* 1945), Mitglied[9]
- Bohumil Kasal (* 1956), Mitglied[9]
- Holger Militz (* 1960), Mitglied[9]

## Veröffentlichungen
- Wood Science and Technology. Wood Sci Tech Journal (IF 2023: 3,1). Springer, 2023.
- IAWS Bulletin. Internationale Akademie der Holzwissenschaften.

## Belege
1. ↑  The International Academy of Wood Science. In: The International Academy of Wood Science. 14. November 2012, abgerufen am 15. August 2023 (englisch).
2. ↑  International Academy of Wood Science UIA Yearbook Profile. 2. Juni 1966, abgerufen am 15. August 2023 (englisch).
3. ↑  UBC Forestry: Welcoming Stavros Avramidis as the 19th President of the International Academy of Wood Science. In: UBC Faculty of Forestry. 26. Juni 2023, abgerufen am 15. August 2023 (englisch).
4. ↑  International Academy of Wood Science (IAWS). Universität für Bodenkultur Wien, abgerufen am 1. September 2023 (englisch).
5. ↑  Constitution of IAWS. In: The International Academy of Wood Science. 14. November 2012, abgerufen am 15. August 2023 (englisch).
6. ↑  F. Kollmann: Professor Dr. Dr. h. c. Josef Kisser 70 Jahre. In: Holz als Roh- und Werkstoff. Band 27, 1969, S. 431–432.
7. ↑  Ladislav J. Kučera: Hans Heinrich Bosshard. In: IAWA Journal. Band 17, Nr. 2, 1996, S. 103–104.
8. ↑  Uwe Schmitt, Gerald Koch: Obituary Prof. Walter Liese 1926–2023. In: IAWS Bulletin. Band 1, Nr. 2, April 2023, S. 14 f. (PDF).
9. 1 2 3 4 5  Fellows. IAWS, abgerufen am 12. September 2023.